# Raizó Tanaka
Raizó Tanaka (japonsky: 田中 頼三, Tanaka Raizó; 27. dubna 1892 – 9. července 1969) byl japonský viceadmirál, který působil v japonském námořnictvu během druhé světové války. Byl účastníkem bitvy o Midway, bitvy o Guadalcanal, bitvy v Jávském moři, bitvy u Tassafarongy a bitvy u východních Šalomounových ostrovů a zkušeným velitelem torpédoborce. Obdržel Řád vycházejícího slunce a Řád posvátného pokladu.

## Život

### Mládí a raná kariéra
Tanaka se narodil 7. dubna 1892 v japonské prefektuře Jamaguči. Po střední škole nastoupil na japonskou císařskou námořní akademii Kaigun heigakkó, kde v roce 1913 absolvoval jako 34. nejlepší ze 118 absolventů. S hodností praporčíka posléze sloužil na pancéřových křižnících Azuma a Niššin a na bitevní lodi Aki. Po povýšení na podporučíka byl převelen na chráněný křižník Kasagi a poté i na bitevní křižník Kongó.
V prosinci 1916 začal studovat na další námořní akademii a po krátkém působení na torpédoborcích Hacušimo a Kusunoki a bitevní lodi Katori prošel do roku 1921 i torpédovými a dělostřeleckými kurzy. Po studiu byl pověřen službou na mateřské lodi ponorek Karasaki, na pancéřovém křižníku Iwate, na torpédoborci Šiokaze a lehkém křižníku Jura. V roce 1930 již jako nadporučík začal velet torpédoborci Tačikaze a po povýšení na komandéra byl převelen na torpédoborec Ušio. Od prosince 1932 působil čtyři roky také ve štábu pro námořní oblast Jokosuka. Dne 1. prosince 1937 se však vrátil zpět na moře jako velitel lehkého křižníku Džincú, ale o rok později byl převelen zpět do Japonska, kde se stal náčelníkem štábu námořní základny Mako na Tchaj-wanu. Před vypuknutím války v Tichomoří také velel i bitevnímu křižníku Kongó.

### Druhá světová válka
Dne 15. října 1941 byl Tanaka povýšen do hodnosti kontradmirála a jako velitel 2. divize torpédoborců s vlajkovou lodí Džincú se zúčastnil invaze na Filipíny i do Nizozemské východní Indie, během které se zúčastnil i bitvy v Jávském moři. Dne 21. května 1942 se Tanaka se svou 2. divizí torpédoborců vypravil také k podpoření japonského útoku na atol Midway a následné invaze. Z důvodu japonské porážky se však vrátil zpět do Japonska. Jeho další mise zahrnovala rozkaz doprovázet konvoj transportních lodí naložených vojáky k protiútoku na americkou pěchotu, která se 7. srpna 1942 vylodila na ostrově Guadalcanal v souostroví Šalamounovy ostrovy. Během tažení na Guadalcanal se zúčastnil také bitvy u východních Šalamounů i bitvy u ostrovů Santa Cruz. Během bitvy u východních Šalamounů však byl Džincú bombardován a Tanaka byl zraněn. Kvůli poškození Džincú se nakonec přesunul na torpédoborec Kageró a pokračoval v podpoře tažení.
Na podzim 1942 byly jeho torpédoborce několikrát použity také k rychlé noční přepravě vojáků a zásob na Guadalcanal, která byla spojenci nazývána jako „Tokijský expres“. Tyto transportní konvoje se však nezřídka potýkaly se spojeneckými útoky ze vzduchu i z vody. Prozrazení konvoje osmi torpédoborců 30. listopadu 1942 nakonec vyústilo i v noční bitvu. V bitvě u Tassafarongy se však Japoncům dařilo podstatně lépe než Američanům a za cenu jediného potopeného torpédoborce Takanami se jim podařilo potopit těžký křižník Northampton a další tři těžké křižníky vážně poškodili. I přes jednoznačné vítězství se však Tanakovi nepodařilo vyložit sudy se zásobami, za což byl svými nadřízenými velmi pokárán. Přesto ho další zásobovací konvoje nechali vést ještě několikrát, ale po dalších neúspěšných pokusech o dodání zásob a potopení vlajkového torpédoborce Teruzuki, poslal hospitalizovaný Tanaka ze základny v Rabaulu žádost o stažení japonských sil z Guadalcanalu. Jako odpověď mu však přišel rozkaz, kterým byl převelen do Singapuru.
V roce 1943 byl poté znovu převelen až do Barmy, kde zůstal po zbytek války. Dne 15. října 1944 přesto dosáhl své konečné hodnosti viceadmirála.
Raizó Tanaka opustil císařské námořnictvo 26. června 1946 a zemřel 6. července 1969 ve věku 77 let.